# Bergmussmyg
Bergmussmyg (Origma robusta) är en fågel i familjen taggnäbbar inom ordningen tättingar.

## Utseende och läte
Bergmussmygen är en liten tätting med mörkbrun ovansida, ljusbrun undersida och vanligen vit strupe. De olika beståndet skiljer sig åt, där vissa hanar kan ha ett mörkt bröstband och andra enfärgat beige eller ljus undersida. Hanen har vanligen ljusare ögon jämfört med honan. Arten liknar umbrabusksmyg men saknar dennas rostfärgade ansikte. Den varierande sången är nästan trastlik med ljudliga visslade toner. Även grälande "chak!" och raspiga läten kan höras.

## Utbredning och systematik
Bergmussmyg delas in i sex underarter med följande utbredning:
- robusta – sydöstra Nya Guinea (bergsområdena Herzog och Owen Stanley)
- peninsularis – nordvästra Nya Guinea (bergsområdet Arfak)
- ripleyi – nordvästra Nya Guinea (bergsområdet Tamrau)
- bastille – kustnära delarna av norra Nya Guinea (bergsområdena Bewani och Toricelli)
- deficiens – norra Nya Guinea (bergsområdet Cyclops)
- sanfordi – Nya Guinea (bergsområdena Weyland och Jayawijaya)

Underarten ripleyi inkluderas ofta i peninsularis.

### Släktestillhörighet
Bergmussmygen placerades tidigare i släktet Crateroscelis. Genetiska studier visar dock att den är nära släkt med klippmussmygen (Origma solitaria) och förs därför allt oftare till Origma.

## Levnadssätt
Bergmussmygen hittas i högt liggande bergsskogar. Där ses den smyga omkring i undervegetationen.

## Status
Arten har ett stort utbredningsområde och beståndet anses stabilt. Internationella naturvårdsunionen IUCN listar den därför som livskraftig (LC).